# Koszmosz–50
A Koszmosz–50 (oroszul: Космос 50) Koszmosz műhold, a szovjet műszeres műhold-sorozat tagja. Első generációs Zenyit–2 felderítő műhold.

## Küldetés
Katonai felderítő műhold, feladata a Föld meghatározott térségeinek megfigyelése, katonai célú adatgyűjtés. Polgári célja az emberes űrrepülés elősegítése. Az exponált filmeket egy fémkapszulában, ejtőernyővel juttatta vissza a Földre, és süllyedés közben gyűjtötték be.

## Jellemzői
Az OKB–1 tervezőirodában a Vosztok űrhajóból kifejlesztett műhold.
1964. október 28-án a Bajkonuri űrrepülőtér indítóállomásról egy Voszhod (8K71) hordozórakétával juttatták Föld körüli, közeli körpályára. Az orbitális egység pályája 88,6 perces, 51.2 fokos hajlásszögű, az elliptikus pálya perigeuma 187 kilométer, apogeuma 232 kilométer volt. Hasznos tömege 4730 kilogramm. A sorozat felépítését, szerkezetét, alapvető fedélzeti rendszereit tekintve egységesített, szabványosított tudományos-kutató űreszköz. Áramforrása kémiai akkumulátor, szolgálati ideje maximum 12 nap. 
A Koszmosz–44 programját folytatta. Kamerái SZA-10 (0,2 méter felbontású), SZA-20 (1 méter felbontású) típusú eszközök voltak.
1964. november 5-én 6 napos szolgálati idő után, földi parancsra belépett a légkörbe. A fékezőmotor technikai okok miatt nem működött, ezért az önmegsemmisítő lépett üzembe.